# Deer Park (Washington)
Deer Park je grad u američkoj saveznoj državi Washington. Prema popisu stanovništva iz 2010. u njemu je živjelo 3.652 stanovnika.